# Orbassano
Orbassano is een gemeente in de Italiaanse provincie Turijn (regio Piëmont) en telt 21.667 inwoners (31-12-2004). De oppervlakte bedraagt 22,1 km², de bevolkingsdichtheid is 980 inwoners per km².
De volgende frazioni maken deel uit van de gemeente: -.

## Demografie
Orbassano telt ongeveer 8628 huishoudens. Het aantal inwoners steeg in de periode 1991-2001 met 4,5% volgens cijfers uit de tienjaarlijkse volkstellingen van ISTAT.
| Jaar | Inwoneraantal |
| ---- | ------------- |
| 1991 | 20.650        |
| 2001 | 21.581        |

## Geografie
De gemeente ligt op ongeveer 273 m boven zeeniveau.
Orbassano grenst aan de volgende gemeenten: Torino, Rivoli, Rivalta di Torino, Beinasco, Nichelino, Volvera, Candiolo en None.

## Galerij

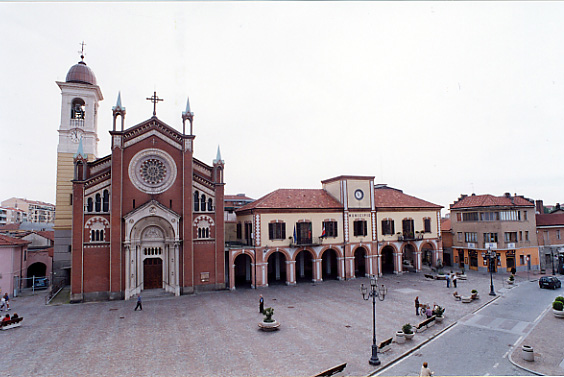
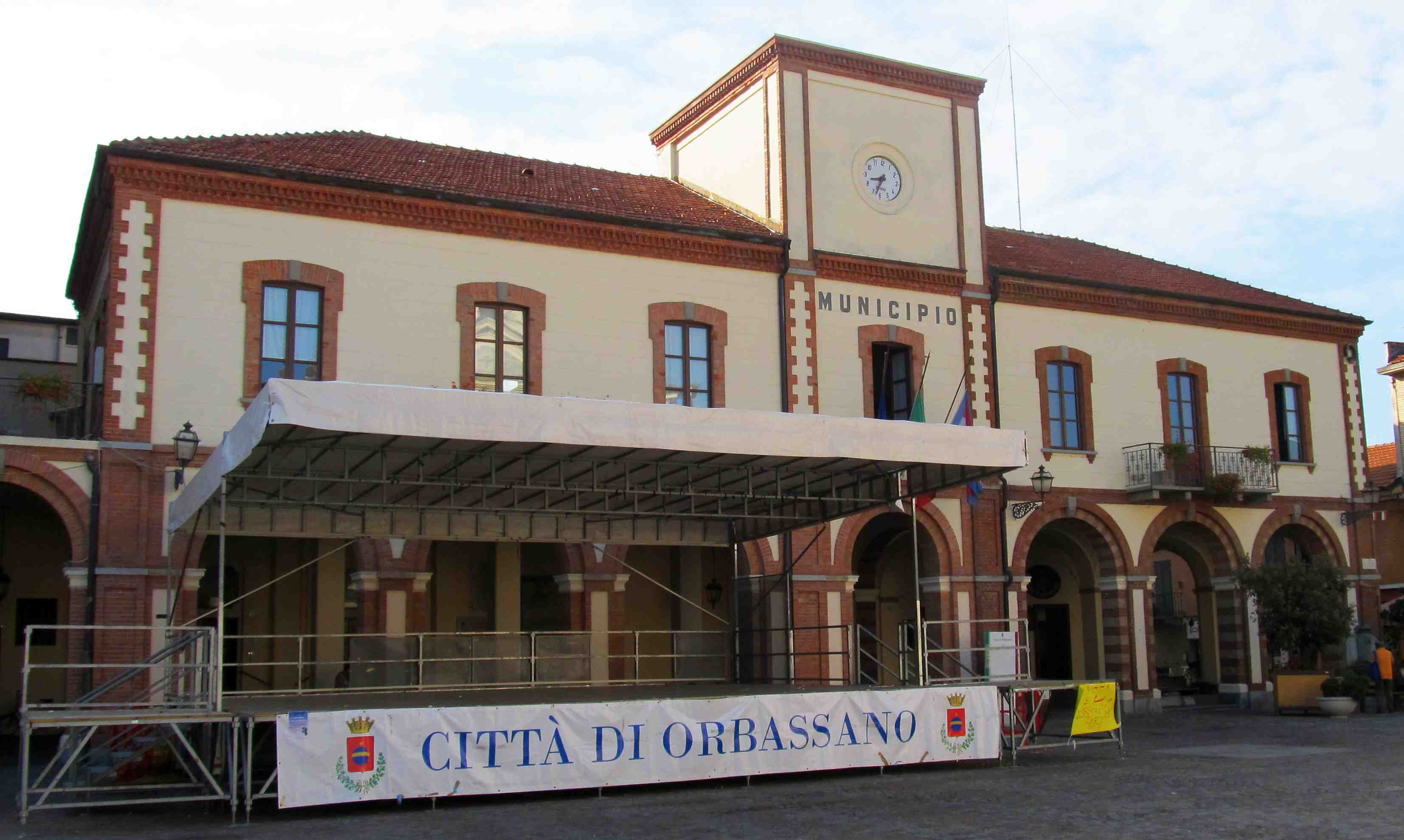